# Manpur (Dang Deokhuri)
Manpur (nepalski: मानपुर) – gaun wikas samiti w zachodniej części Nepalu w strefie Rapti w dystrykcie Dang Deokhuri. Według nepalskiego spisu powszechnego z 2001 roku liczył on 2238 gospodarstw domowych i 12951 mieszkańców (6559 kobiet i 6392 mężczyzn).